# Chalfont & Latimer (Metropolitano de Londres)

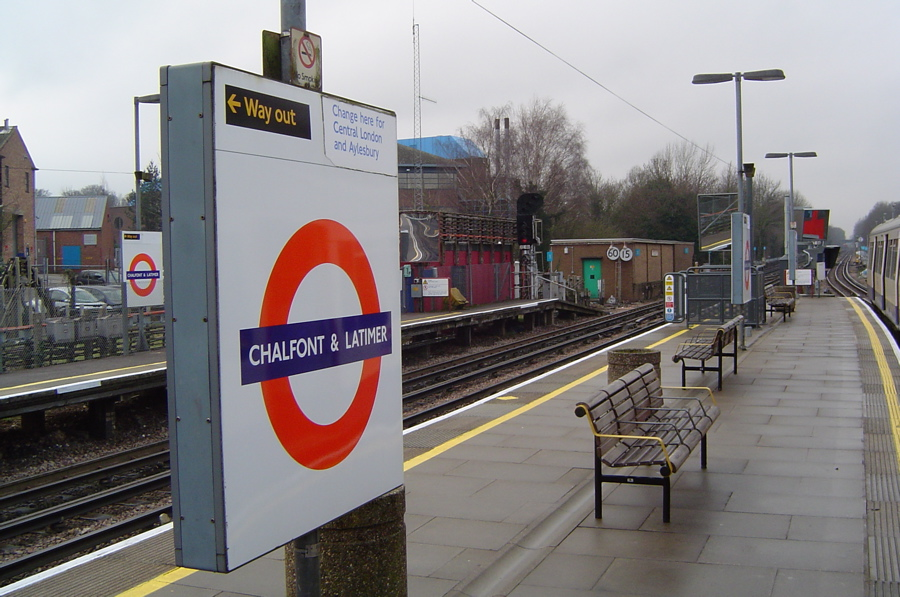
Chalfont And Latimer station

Chalfont And Latimer é uma estação do Metropolitano de Londres. Ela é servida pela Metropolitan Line.